# لوکا فیوزی
لوکا فیوزی (انگلیسی: Luca Fiuzzi؛ زادهٔ ۲۹ اوت ۱۹۸۴) بازیکن فوتبال اهل ایتالیا است.
از باشگاه‌هایی که در آن بازی کرده‌است می‌توان به باشگاه فوتبال مونتسا، باشگاه فوتبال رجانا، و باشگاه فوتبال امپولی اشاره کرد.